# Albert Gauthier de Clagny
Albert Gauthier de Clagny, né le 14 septembre 1853 à Versailles (Yvelines) et décédé le 16 décembre 1927 à Paris, est un homme politique nationaliste français et un membre important de la Ligue des patriotes dont il est le vice-président.

## Biographie
Docteur en droit en 1882, il est avocat au Conseil d’État et à la Cour de cassation en 1883. Il devient avocat à la Cour d'Appel de Paris en 1899. En 1886, il est conseiller général du canton de Sèvres. Il est député de Seine-et-Oise de 1889 à 1910. Inscrit au groupe nationaliste en 1895 puis à celui des Républicains nationalistes entre 1902 et 1906, il siège à droite et est vice-président de la Ligue des patriotes.

## Galerie

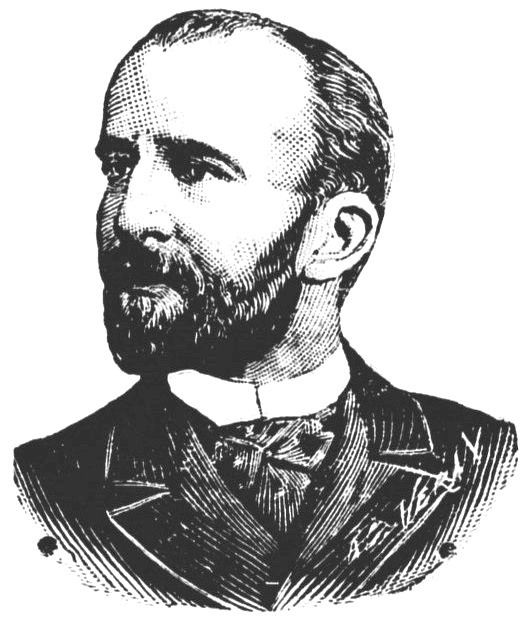
Portrait dessiné paru en 1904 dans La Liberté algérienne
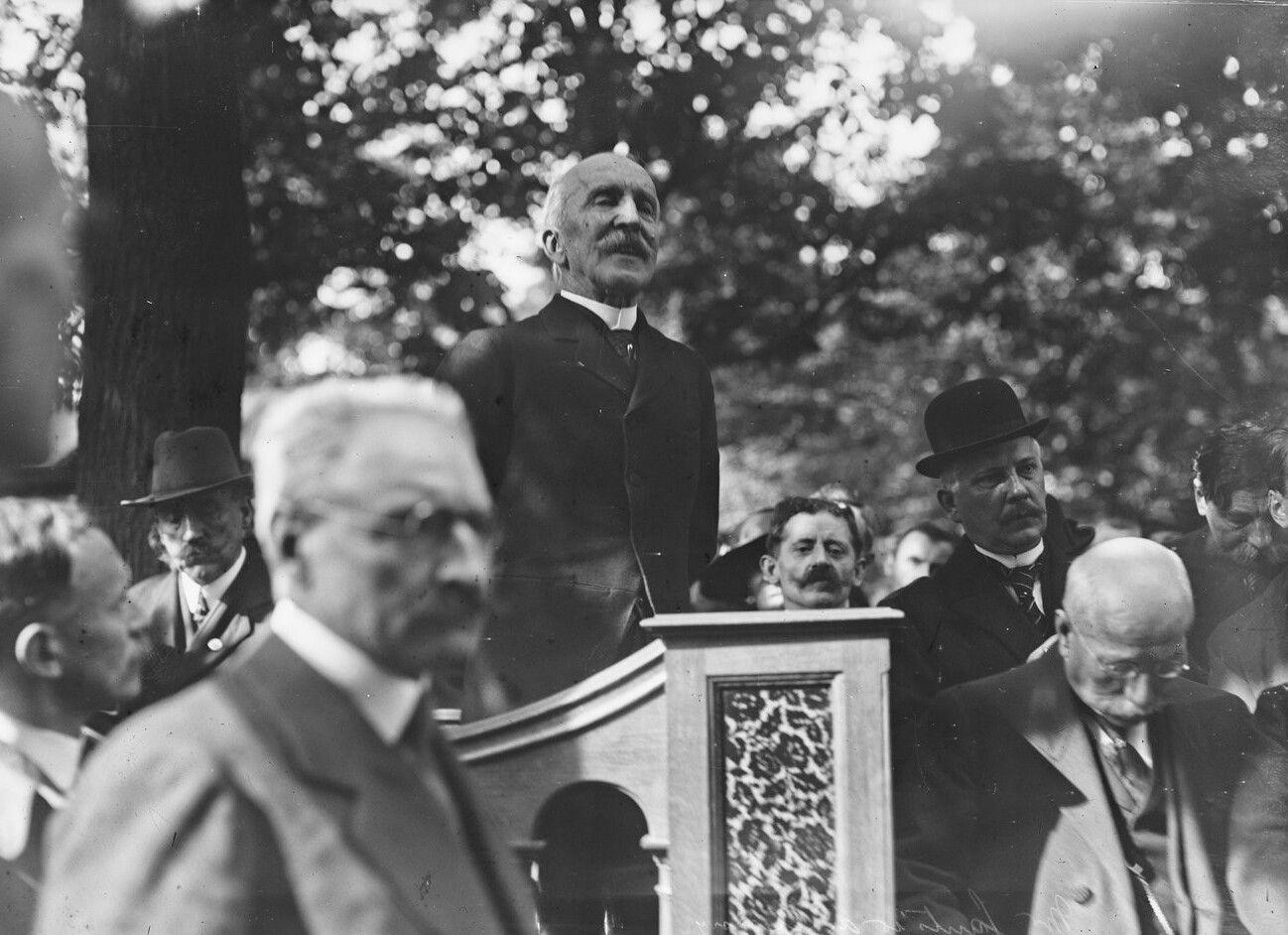
Albert Gauthier de Clagny en 1921 lors de l'inauguration d'une plaque commémorative à Paul Déroulède

## Sources
- « Albert Gauthier de Clagny », dans le Dictionnaire des parlementaires français (1889-1940), sous la direction de Jean Jolly, PUF, 1960 [détail de l’édition]